# 斯帕

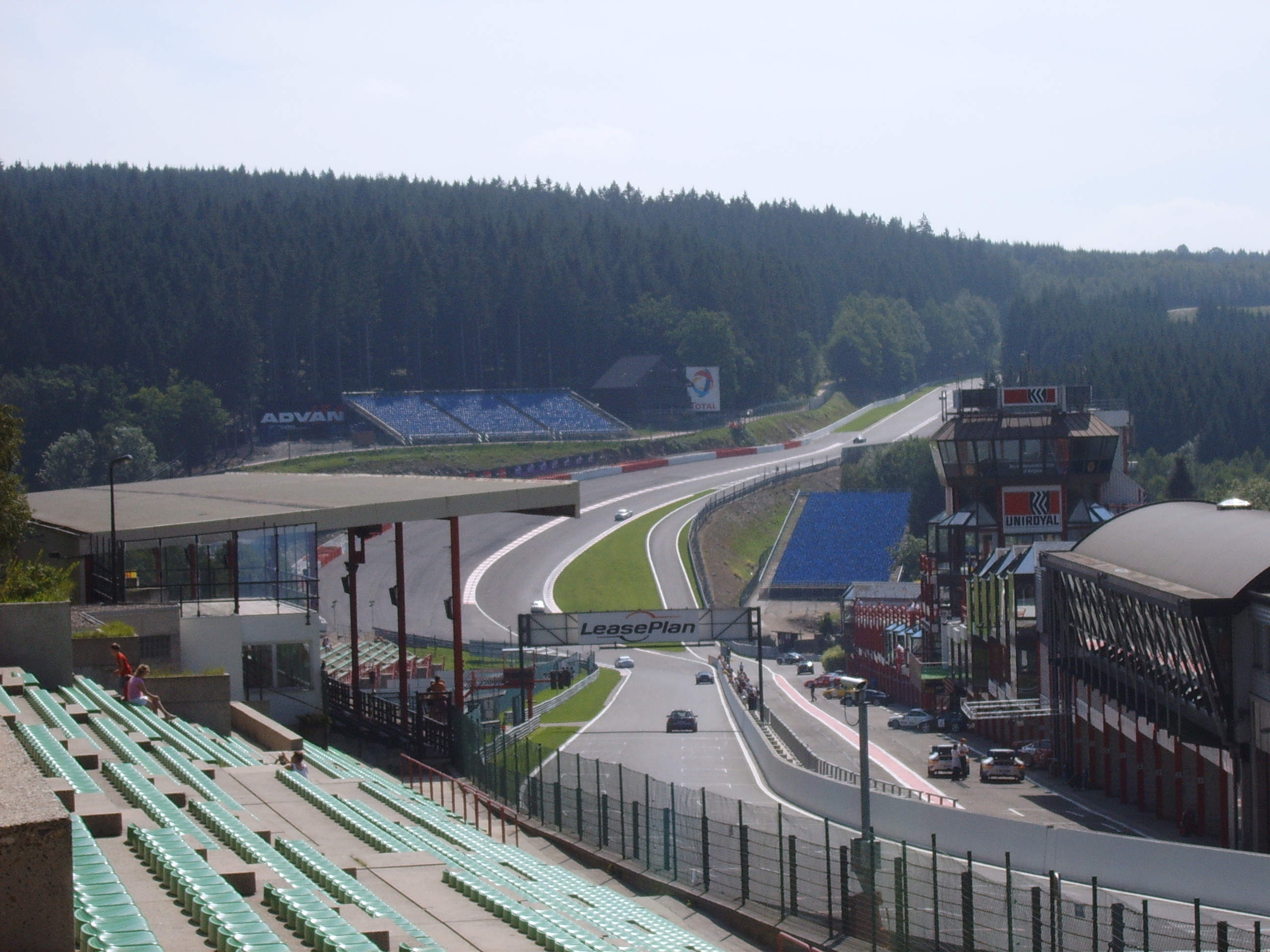
斯帕-弗朗科尔尚赛道

斯帕（法語：Spa，法語發音：[spa] ⓘ）是比利时瓦隆大区列日省韋爾維耶區的一座城市，通行法语，是比利时法语社群的一部分，人口10,378人（2018年1月1日）
該城市的名稱亦為“Spa”（水療）一詞的發源地，當地有許多溫泉以及生產天然礦泉水的基地。該地區附近的斯帕-弗朗科爾尚賽道亦舉辦一年一度的比利時大獎賽。

## 友好城市
- 法國 卡堡
- 法國 拉加尔德
- 法國 埃吉赛姆
- 義大利 加比切马雷
- 德国 巴特洪堡
- 盧森堡 蒙多夫莱班
- 拉脫維亞 尤爾馬拉
- 德国 欣特察尔滕
- 德国 巴特特尔茨
- 義大利 泰拉奇纳
- 瑞士 庫爾